# 棋王賽 (海峰棋院)
台灣棋王賽（The Taiwan Weiqi Ace Tournament）是台灣的一项围棋头衔赛，由海峰棋院／財團法人培生文教基金會主辦，於2008年開辦。棋王賽開辦後曾長期位居台灣圍棋界最高獎金賽事，也被視為當時最重要的賽事，直到2020年才被名人冠軍賽超越。

## 賽制
- 賽制：
  - 決賽採七局四勝挑戰制（七番挑戰決勝）。
  - 本賽：八人循環賽制，保留四人，淘汰四人。
  - 初賽：32人（上屆循環圈陷落4人+資格賽選出28人）雙敗淘汰制，勝敗部各取二人入本賽。
  - 資格賽：單淘汰。選出28人進入初賽。
  - 挑戰賽敗者及順位2、3、4名為次屆保留名額。
- 規則：比目法圍棋規則。
- 用時：
  - ＜資格賽＞各二小時，最後三分鐘讀秒，每次60秒。
  - ＜初賽、循環賽、挑戰賽＞各三小時，最後五分鐘讀秒，每次60秒。
- 貼目：一律分先，黑先貼六目半。

## 獎金及對局費
- 冠軍頭銜獎金120萬元，亞軍獎金40萬元。
- 循環賽對局費勝者每人每局25000元，負者每人每局15000元。
- 初賽對局費每人每局4000元。
- 資格賽對局費每人每局2000元。

## 歷屆棋王
| 期 | 年份   | 棋王       | 比分 | 亞軍       | 勝負表  | 保留                   |
| -- | ------ | ---------- | ---- | ---------- | ------- | ---------------------- |
| 1  | 2008年 | 周俊勳九段 | 1:0  | 陳詩淵七段 |         | 林書陽、蕭正浩、林立祥 |
| 2  | 2009年 | 陳詩淵王座 | 4:2  | 周俊勳棋王 |         | 蕭正浩、林立祥、庾炅旻 |
| 3  | 2010年 | 陳詩淵棋王 | 4:0  | 林至涵國手 | ○○○○    | 蕭正浩、林立祥、林書陽 |
| 4  | 2011年 | 陳詩淵棋王 | 4:3  | 周俊勳九段 |         | 蕭正浩、林至涵、林立祥 |
| 5  | 2012年 | 陳詩淵棋王 | 4:2  | 蕭正浩七段 |         | 林立祥、周俊勳、林至涵 |
| 6  | 2013年 | 王元均六段 | 4:1  | 陳詩淵棋王 | ●○○○○   | 林立祥、蕭正浩、林至涵 |
| 7  | 2014年 | 王元均棋王 | 4:0  | 林立祥六段 | ○○○○    | 蕭正浩、林君諺、周俊勳 |
| 8  | 2015年 | 周俊勳九段 | 4:3  | 王元均棋王 | ●○●○○●○ | 林君諺、林立祥、林書陽 |
| 9  | 2016年 | 王元均天元 | 4:2  | 周俊勳棋王 | ●○○○●○  | 林君諺、林立祥、林書陽 |
| 10 | 2017年 | 林君諺七段 | 4:3  | 王元均棋王 | ○●○●●○○ | 林立祥、林士勛、簡靖庭 |
| 11 | 2018年 | 林君諺棋王 | 4:1  | 許皓鋐五段 | ●○○○○   | 王元均、林立祥、簡靖庭 |
| 12 | 2019年 | 王元均九段 | 4:3  | 林君諺棋王 | ●●○●○○○ | 許皓鋐、林立祥、簡靖庭 |
| 13 | 2020年 | 許皓鋐十段 | 4:1  | 王元均棋王 | ●○○○○   | 林君諺、簡靖庭、林立祥 |
| 14 | 2021年 | 林君諺九段 | 4:3  | 許皓鋐棋王 | ○●●○○●○ | 王元均、林立祥、賴均輔 |
| 15 | 2022年 | 許皓鋐名人 | 4:1  | 林君諺棋王 | ○●○○○   | 賴均輔、林立祥、李 維  |
| 16 | 2023年 | 許皓鋐棋王 | 4:1  | 林立祥九段 | ○○○●○   | 林君諺、賴均輔、蕭正浩 |

## 賽事沿革
- 2008年第一屆
  - 海峰棋院主辦第一屆台灣棋王賽，台灣棋院文化基金會、中華民國圍棋協會、LGS傳奇圍棋網協辦。
  - 規模達320萬，冠軍100萬，亞軍35萬，取代天元戰（８０萬）成為台灣最大棋賽。
  - 賽制：
    - 首屆不設挑戰賽，第二屆起，決賽採挑戰七局四勝制（七番決勝），頭銜獎金100萬元。亞軍35萬元。
    - 本賽：八人循環賽制，保留四人，淘汰四人（首屆淘汰三人），循環圈對局費勝者２．５萬，負者１．５萬
    - 複賽：３２人（台灣棋院２４人，中國圍棋會４人，特邀４人）雙敗淘汰制，勝敗部各取四人入循環圈，對局費６千元。
    - 預賽：台灣棋院排名前１６名免選，其餘預選八人出線．對局費３千元

  - 規則：比目法圍棋規則。
  - 用時：各三小時，最後五分鐘讀秒，每次60秒。比賽遲到加倍扣時，遲到30分裁定敗。無故棄權，取消比賽資格與獎勵。
  - 貼目：一律分先，黑先貼六目半。
- 2016年第九屆
  - 本屆開始比賽獎金提高為冠軍120萬元,亞軍40萬元。

## 外部連結
- Board19 | 圍棋 News （页面存档备份，存于）
- 台灣棋院 （页面存档备份，存于）
- 海峰棋院 （页面存档备份，存于）